# 1903 na Alemanha
Esta é uma cronologia dos fatos acontecimentos de ano 1903 na Alemanha.

## Eventos
- 31 de maio: O VfB Leipzig derrota o DFC Prag por 7 a 2 na primeira final do Campeonato Alemão de Futebol.
- 16 de junho: O Partido do Centro Alemão ganha a maioria dos mandatos nas eleições parlamentares na Alemanha.

## Nascimentos
- 26 de maio: Otto Abetz, embaixador alemão na França de Vichy (m. 1958).[1]